# Rhopalaea hartmeyeri
Rhopalaea hartmeyeri är en sjöpungsart som beskrevs av Salfi 1927. Rhopalaea hartmeyeri ingår i släktet Rhopalaea och familjen Diazonidae. Inga underarter finns listade i Catalogue of Life.